# Matsuura

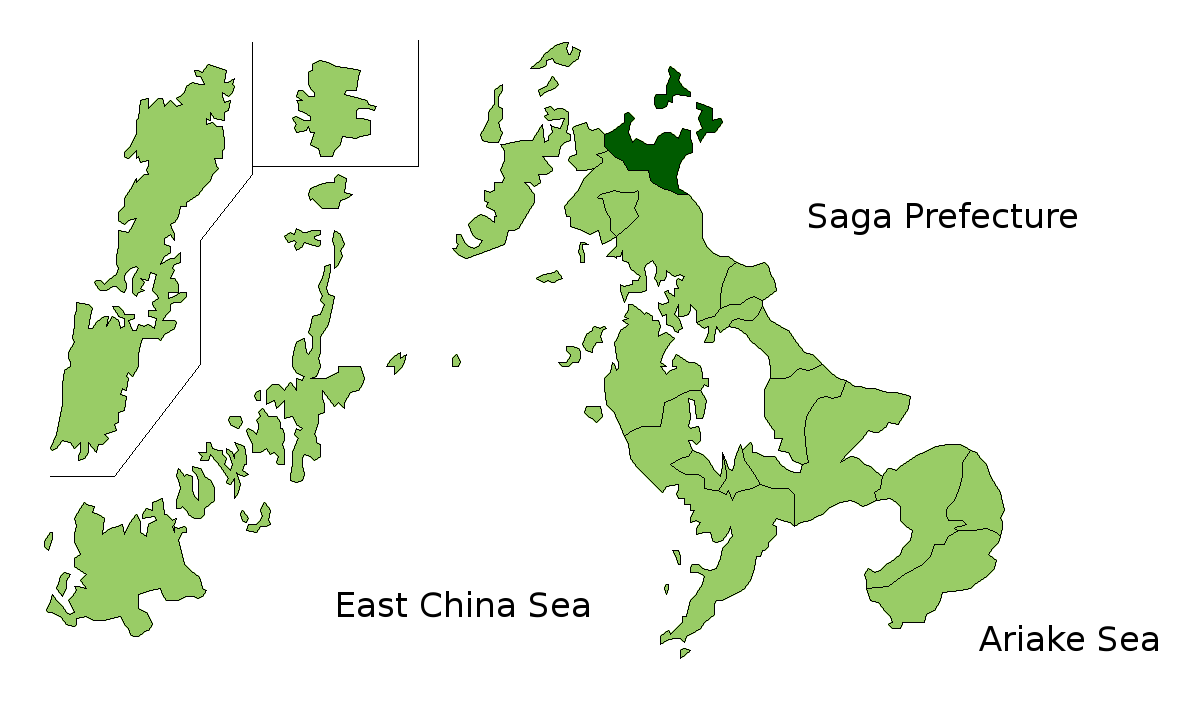

Matsuura (松浦市 Matsuura-shi?) este un municipiu din Japonia, prefectura Nagasaki.